# Экспедиция Восход
Экспедиция Восход – российская рок-группа, состоящая из шести музыкантов-путешественников, основанная в 2016 году. Стилистическое направление часто описывается как мидвест, пост-хардкор, панк или альтернативный рок. Дискография группы насчитывает 5 студийных альбомов. Группа также известна своими экспедиционными проектами по всему миру.

## История группы
Группа гастролирует на двух советских Волгах 1974 года выпуска.
В 2016—2017 году Экспедиция Восход совершила автопробег из Москвы до Бали через 9 стран, Тибет и Гималаи. По пути группа отыграла более 40 концертов в России, Казахстане, Киргизии, Китае, Лаосе, Таиланде, Малайзии, Сингапуре, Индонезии, став первыми русскими и третьими иностранными музыкантами, сыгравшими концерты в Тибете и его столице Лхасе. Сняли документальный фильм и записали альбом по мотивам своего путешествия «Волга-Волга».
Осенью 2017 года состоялся новый этап Экспедиции ВОСХОД «Над Атлантикой». В рамках которого группа добралась до португальского Назаре через 11 стран Европы и сняла реалити-шоу для канала MTV Russia.
В ноябре-декабре того же года группа проехала около 10 000 км от Москвы до Владивостока. Мини альбом (EP) «Третий Океан» был записан перед очередным этапом экспедиции и презентован на концертах в пути.
В 2019 и 2020 годах вышли EP «Морякам» и «Dao Punk».
Осенью 2020 года был реализован очередной этап «Города-герои», в рамках которого команда проехала 10 000 км от Северного Ледовитого океана до Чёрного моря и выпустила 9 серий документального фильма.
В апреле 2022 года вышел альбом «Трансатлантика. Часть 1», который дал старт очередному проекту команды — трансатлантическому переходу на веслах. Музыканты планируют построить деревянную гребную лодку, спроектировать внутри звукозаписывающую студию и создать вторую часть альбома прямо в процессе перехода через Атлантический Океан.

## Стилистика
Критики отмечают сильное влияние на звучание группы таких коллективов как, The Story So Far, Basement, Nirvana и Foo Fighters.